# 倉敷市立倉敷西小学校
倉敷市立倉敷西小学校（くらしきしりつ くらしきにししょうがっこう）は、岡山県倉敷市にある公立小学校。

## 沿革
公式HP 参照 
- 1873年（明治06年）4月 - 倉敷小学校創立（東町玉泉寺境内）。
- 1876年（明治09年）8月 - 阿知町の地蔵院に移転。
- 1887年（明治20年）4月 - 倉敷尋常小学校と改称。
- 1896年（明治29年）1月 - 新川町に移転。
- 1907年（明治40年）4月 - 倉敷尋常高等小学校と改称。
- 1931年（昭和06年）4月 - 倉敷尋常小学校と改称。
- 1945年（昭和20年）4月 - 倉敷西国民学校と改称。
- 1947年（昭和22年）4月 - 学制改革により、倉敷市立倉敷西小学校と改称。
- 1954年（昭和29年）3月 - 老松分校が倉敷市立老松小学校として分離独立。
- 1959年（昭和34年）5月 - 市庁舎建設に伴い現在地に移転。当時の所在地の表記：倉敷市御船町777番地[2]。
- 1972年（昭和47年）1月 - 住居表示の実施により、所在地の表記が変更され、倉敷市中央1丁目21番1号となる。
- 1973年（昭和48年）11月 - 創立100周年記念式を実施。記念碑を建立。
- 1989年（平成元年）10月 - 二舎大規模改造工事完了。
- 1993年（平成05年）3月 - 一舎大規模改造工事完了（校舎が現在の外観となる）。

## 基礎データ

### 所在地
- 岡山県倉敷市中央1丁目21番1号

## 周辺
- 倉敷市芸文館
- 倉敷美観地区
- 大原美術館
- 財団法人倉敷天文台
- 倉敷川
- 岡山大学資源生物科学研究所
- 倉敷アイビースクエア
- 倉敷市民会館
- 市立自然史博物館
- 市立中央図書館
- 市立美術館
- 大山名人記念館

## 学区
- 倉敷市
  - 阿知2丁目（旧新川町分、旧阿知町分）、阿知3丁目（旧阿知町分）
  - 本町（旧向市場町分）
  - 中央1丁目、中央2丁目
  - 船倉町
  - 向山
  - 新田

## 主な進学先
- 倉敷市立新田中学校
- 倉敷市立西中学校
- 倉敷市立東中学校

## 交通アクセス
- JR倉敷駅、水島臨海鉄道倉敷市駅より徒歩18分
- 中央2丁目バス停より徒歩1分

## 教育方針
- 一人一人を見守り、やる気と豊かな心を育てる教育の実践

## 学区が隣接している学校
- 倉敷市立倉敷東小学校
- 倉敷市立老松小学校
- 倉敷市立大高小学校
- 倉敷市立葦高小学校
- 倉敷市立粒江小学校
- 倉敷市立帯江小学校